# Boronów (stacja kolejowa)
Boronów – stacja kolejowa w Boronowie, w województwie śląskim, położona na magistrali węglowej. Powstała w latach 20. XX wieku podczas pierwszego etapu budowy magistrali, na linii Kalety-Podzamcze.

## Ruch pasażerski
| Rok  | Wymiana pasażerska na dobę |
| ---- | -------------------------- |
| 2017 | 20-49                      |
| 2022 | 50-99                      |